# Ciliegia
La ciliegia è il frutto del ciliegio (Prunus avium).

## Etimologia
Il nome italiano di ciliegia (conosciuto in toscano come ciriègia) deriva direttamente dal latino volgare ceresia che, dalla sua forma cerasia è presente in diverse lingue, tra cui portoghese (cereja), francese (cerise), spagnolo (cereza), rumeno (cireașă), sardo (cerexa o ceriasa), romano (cerasa), piemontese (ciresa), lombardo  (scirés), ligure (ciéxa), emiliano (srèsa), siciliano (cirasa), veneto (saresa), friulano (cjariese), napoletano (cerasa) e inglese (cherry). Anche in italiano è chiamata cerasa, ma si tratta di un termine desueto, che ancora persiste in usi regionali dell'Italia centrale e meridionale.

## Storia

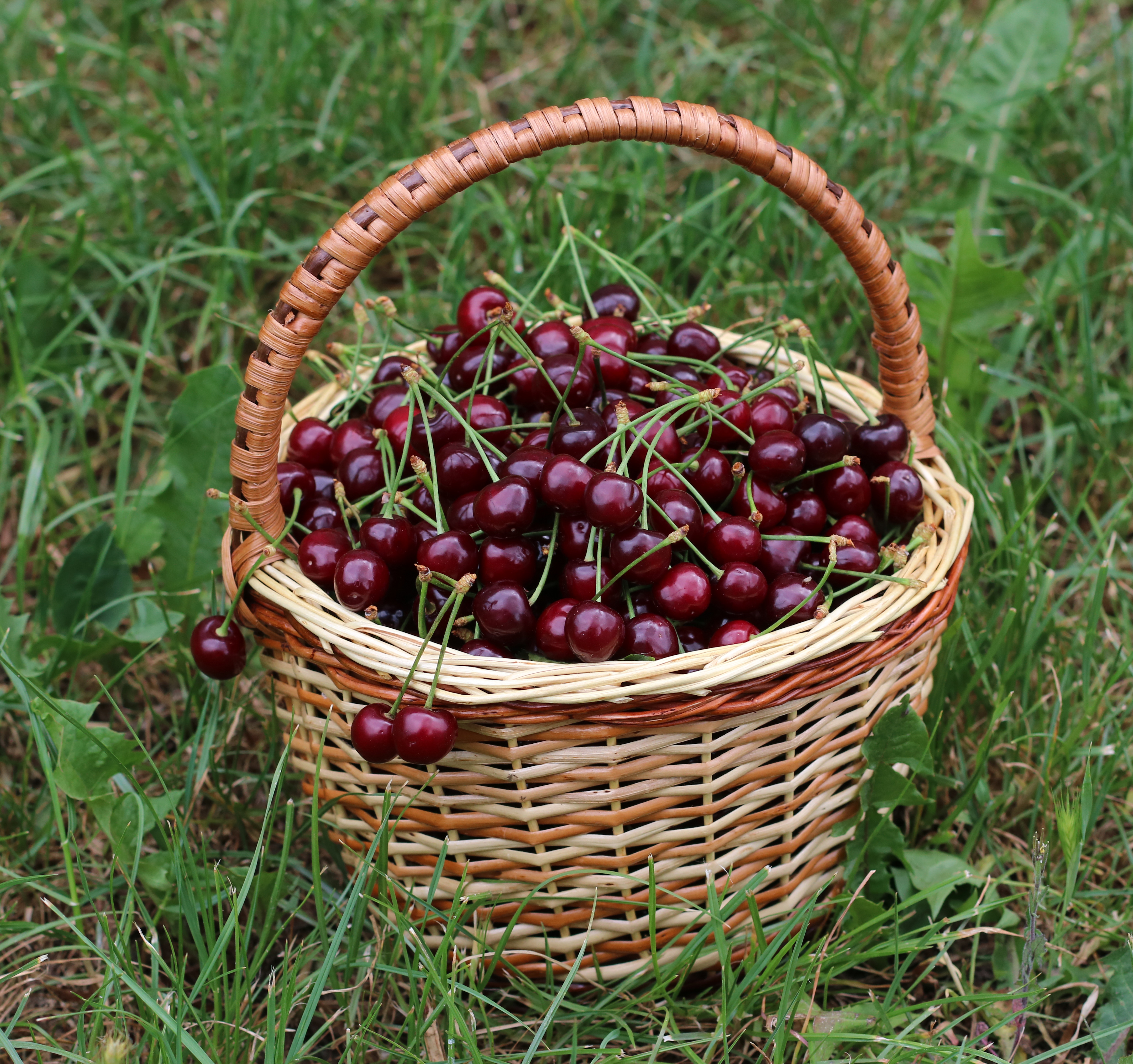
Cesto di ciliegie appena raccolte

A sua volta, il termine latino proviene dal greco κέρασος (kérasos), derivante dalla città di Cerasunte nel Ponto (attuale Turchia) da cui, secondo Plinio il Vecchio, furono importati a Roma nel 72 a.C. da Lucullo i primi alberi di ciliegio.
Le ciliegie furono introdotte in Inghilterra a Teynham, vicino a Sittingbourne nel Kent, per ordine di Enrico VIII, che le aveva assaggiate nelle Fiandre.
Le ciliegie, insieme a molti altri alberi e piante da frutto, probabilmente arrivarono per la prima volta in Nord America intorno al 1606 nella colonia della Nuova Francia di Port Royal, l'odierna Annapolis Royal, Nuova Scozia. Richard Guthrie descrisse nel 1629 la "fruttuosa valle adornata con... una grande varietà di alberi da frutto, castagne, pere, mele, ciliegie, prugne e tutti gli altri frutti".

## Coltivazione
Il frutto può nascere da due diverse specie botaniche: da una parte il ciliegio dolce (Prunus avium), che produce le ciliegie che siamo abituati a consumare come frutta fresca; dall'altra il ciliegio acido (Prunus cerasus), che produce amarene, visciole o marasche, genericamente definite come ciliegie acide. In questo articolo si descrive la ciliegia propriamente detta, frutto del Prunus avium.

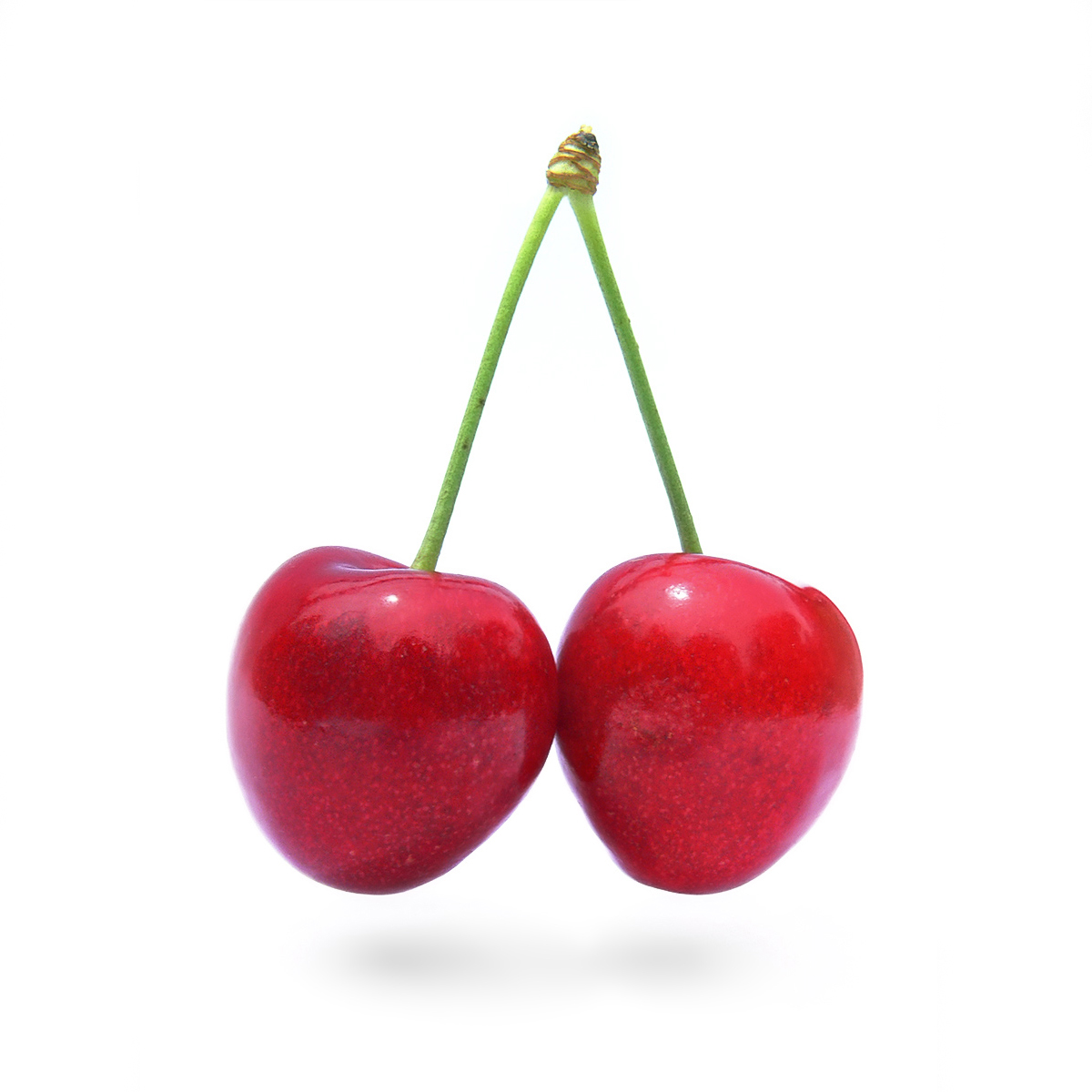
Due ciliegie

La ciliegia, normalmente sferica, di 0,7-2 centimetri di diametro, può assumere anche la forma a cuore o di sfera leggermente allungata. Il colore, normalmente rosso, può spaziare, a seconda della varietà, dal giallo chiaro del Graffione bianco piemontese al rosso quasi nero del Durone nero di Vignola. Anche la polpa assume colorazione e consistenza diverse a seconda della varietà e passa dal bianco al rosso nerastro nel primo caso e dal tenero al croccante nel secondo caso. Il gusto è dolce, mai stucchevole, con punte di acidulo.
La ciliegia matura nel periodo primaverile-estivo e contiene un solo seme duro, color legno.
In Italia sono principalmente diffuse due categorie di ciliegie: i duroni, più grandi e scuri, e le tenerine, più chiare e piccole.
Per la Chiesa cattolica la ciliegia ha anche un suo santo protettore: San Gerardo dei Tintori, si trova nella città di Monza nell'omonima chiesa e si festeggia il 6 giugno.

## Composizione chimica
- Acqua: 77-87%
- Zuccheri: 11-22,5%
- Grassi: 0,1%
- Proteine: 0,7-1%
- Vitamina A
- Vitamina C
- Potassio
- Fosforo

Secondo uno studio della Michigan State University, le antocianine (contenute in elevate quantità nelle ciliegie) inibiscono la cicloossigenasi, gli enzimi che rispondono a processi infiammatori segnalando la sensazione di dolore; il risultato è simile a quello dell'aspirina e dell'ibuprofene senza però effetti collaterali. Le antocianine hanno inoltre un'azione antiossidante.
Secondo un altro studio della stessa università, una dieta ricca di ciliegie avrebbe dimostrato di poter ridurre i fattori di rischio associati a malattie cardiache e diabete di tipo 2 nei ratti.
Il nocciolo contiene acido cianidrico.

## Produzione
| I 10 maggiori produttori di ciliegia dolce nel 2018 | I 10 maggiori produttori di ciliegia dolce nel 2018 |
| Paese                                               | Produzione (tonnellate)                             |
| --------------------------------------------------- | --------------------------------------------------- |
| Turchia                                             | 639.564                                             |
| Stati Uniti                                         | 312.430                                             |
| Uzbekistan                                          | 172.035                                             |
| Cile                                                | 155.935                                             |
| Iran                                                | 137.268                                             |
| Italia                                              | 114.798                                             |
| Spagna                                              | 106.584                                             |
| Romania                                             | 90.837                                              |
| Grecia                                              | 90.290                                              |
| Ucraina                                             | 84.640                                              |

## Raccolta

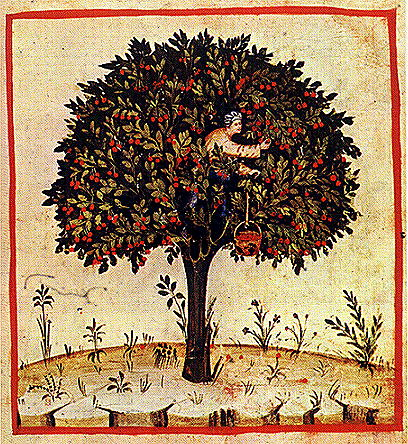
Raccolta delle ciliegie in una miniatura del Tacuina sanitatis del XIV secolo

La raccolta ha inizio dalla fine di maggio fino alla fine di luglio.

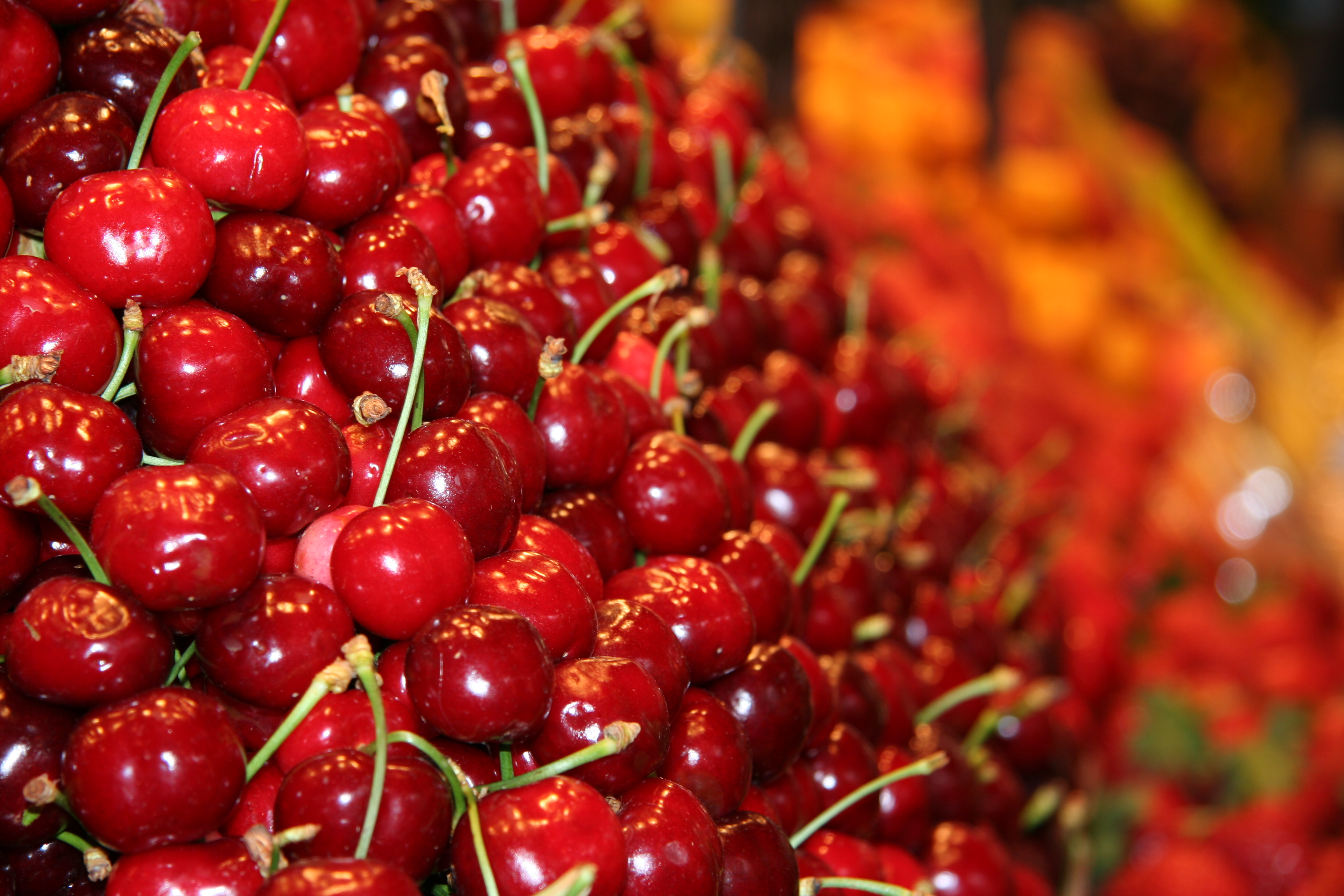
Ciliegie mature

La raccolta delle ciliegie coincide nella maggior parte dei casi con il mese di giugno.
Il 24 giugno, festa di San Giovanni, si completa la raccolta delle ciliegie precoci e di media maturazione, per questo le piccole larve bianche del Dittero Rhagoletis cerasi che si trovano nei frutti infestati in tale periodo sono detti appunto "giovannini", o l'equivalente, nei vari dialetti o lingue locali.
Ci sono però anche varietà che maturano più tardi, come per esempio la ciliegia S.Giacomo che, come suggerisce il nome, matura il 25 luglio, appunto nel giorno di San Giacomo il Maggiore, pur trovandosi nel sud Italia nei territori compresi tra Marzano Appio e Caianello, a bassa altitudine.
Per la vendita al pubblico le ciliegie vengono suddivise in due categorie: nella prima, i frutti devono essere provvisti di peduncolo e corrispondere per forma e colore alla varietà dichiarata; per la seconda categoria si accettano piccoli difetti di forma e colori diversi.
Per sua costituzione naturale (dimensioni degli alberi e dimensione dei frutti, gli alberi sono grandi ed assurgenti, ed i frutti sono relativamente piccoli), buona parte del costo del frutto è dovuto agli oneri di raccolta; in alcuni casi i coltivatori organizzano la vendita "sull'albero": il cliente ritira un canestro e provvede direttamente a raccogliere i frutti sull'albero ed a riempire il canestro. Provvedendo direttamente alla raccolta, il cliente pagherà un prezzo molto limitato.

## Elenco di varietà
- Adriana[6]
- Alex
- Arecca
- Bella di Garbagna
- Bigarreaux
- Burlat
- Cornum
- Del Monte
- Ciliegia di Ceresara[7]
- Ciliegia di Lari
- Ciliegia di Vignola
- Durone nero di Vignola
- Early Lory
- Early Star
- Forlì
- Francesi
- Ferrovia
- Giorgia[6]
- Graffione bianco
- Lapins
- Malizia
- Marasche (varietà di ciliegie piccole ed amarognole che crescono in abbondanza nell'entroterra di Zara, nell'attuale Croazia).
- Marosticana
- Mastrantonio DOP dell'Etna
- Montagnola
- Mora di Cazzano
- Moretta di Vignola
- Napoleon
- Sciazza di Siano
- Spernocchia di Bracigliano
- Stella
- Summus
- Sweet Heart
- Van
- Vittoria[6]
- Black Star
- Early Big
- Kordia
- Sandra
- Regina
- Folfer